# Férfi 4 × 10 km-es sífutóváltó az 1998. évi téli olimpiai játékokon
Az 1998. évi téli olimpiai játékokon a sífutás férfi 4 × 10 km-es váltó versenyszámát február 17-én rendezték Hakubában. Az aranyérmet a norvég csapat nyerte meg. Magyar csapat nem vett részt a versenyen.

## Végeredmény
Az időeredmények másodpercben értendők.
| Helyezés | Csapat | Idő                                       |
| -------- | --- | ----------------------------------------- |
| Arany    | Norvégia (NOR) · Sture Sivertsen · Erling Jevne · Bjørn Dæhlie · Thomas Alsgaard                                    | 1:40:55,7 26:20,0 25:18,9 24:42,3 24:34,5 |
| Ezüst    | Olaszország (ITA) · Marco Albarello · Fulvio Valbusa · Fabio Maj · Silvio Fauner                                    | 1:40:55,9 26:04,1 25:22,2 24:54,4 24:35,2 |
| Bronz    | Finnország (FIN) · Harri Kirvesniemi · Mika Myllylä · Sami Repo · Jari Isometsä                                     | 1:42:15,5 26:01,7 25:47,5 25:31,0 24:55,3 |
| 4.       | Svédország (SWE) · Mathias Fredriksson · Niklas Jonsson · Per Elofsson · Henrik Forsberg                            | 1:42:25,2 26:33,7 26:07,9 25:25,2 24:18,4 |
| 5.       | Oroszország (RUS) · Vlagyimir Legotyin · Alekszej Prokurorov · Szergej Krjanyin · Szergej Csepikov                  | 1:42:39,5 26:19,0 25:21,2 26:02,4 24:56,9 |
| 6.       | Svájc (SUI) · Jeremias Wigger · Beat Koch · Reto Burgermeister · Wilhelm Aschwanden                                 | 1:42:49,2 26:20,8 26:12,0 25:31,8 24:44,6 |
| 7.       | Japán (JPN) · Ebiszava Kacuhito · Imai Hirojuki · Horigome Micuo · Nagahama Kazutosi                                | 1:43:06,7 26:11,0 26:13,9 25:12,2 25:26,6 |
| 8.       | Németország (GER) · Andreas Schlütter · Jochen Behle · René Sommerfeldt · Johann Mühlegg                            | 1:43:16,1 25:57,4 26:48,8 26:01,0 24:28,9 |
| 9.       | Ausztria (AUT) · Markus Gandler · Alois Stadlober · Achim Walcher · Christian Hoffmann                              | 1:43:16,5 26:00,9 26:28,5 25:47,5 24:59,6 |
| 10.      | Észtország (EST) · Andrus Veerpalu · Raul Olle · Elmo Kassin · Jaak Mae                                             | 1:44:20,9 26:50,0 26:14,3 26:11,1 25:05,5 |
| 11.      | Szlovákia (SVK) · Bátory Iván · Martin Bajčičák · Andrej Pátricka · Stanislav Ježík                                 | 1:44:31,6 26:13,4 26:19,1 26:28,5 25:30,6 |
| 12.      | Ukrajna (UKR) · Hennagyij Nikon · Olekszandr Zarovnij · Mihajlo Artyuhov · Mikola Popovics                          | 1:44:33,9 26:40,5 26:30,9 26:04,3 25:18,2 |
| 13.      | Franciaország (FRA) · Vincent Vittoz · Patrick Remy · Hervé Balland · Philippe Sanchez                              | 1:45:00,2 26:36,4 26:28,5 26:11,3 25:44,0 |
| 14.      | Fehéroroszország (BLR) · Szjarhej Dalidovics · Aljakszej Trehubov · Aljakszandr Szannyikav · Vjacsaszlav Plakszunov | 1:45:15,3 26:14,1 27:18,4 26:16,8 25:26,0 |
| 15.      | Csehország (CZE) · Lukáš Bauer · Martin Koukal · Petr Michl · Jiří Magál                                            | 1:45:35,4 26:17,6 27:02,6 26:12,2 26:03,0 |
| 16.      | Kazahsztán (KAZ) · Pavel Rjabinyin · Vlagyimir Borcov · Andrej Nyevzorov · Vitalij Lilicsenko                       | 1:46:12,9 26:21,1 27:16,0 25:43,9 26:51,9 |
| 17.      | Egyesült Államok (USA) · Marcus Nash · John Bauer · Patrick Weaver · Justin Wadsworth                               | 1:48:16,4 27:19,7 27:53,2 27:07,9 25:55,6 |
| 18.      | Kanada (CAN) · Donald Farley · Robin McKeever · Chris Blanchard · Guido Visser                                      | 1:49:27,4 28:15,6 28:00,3 26:20,3 26:51,2 |
| 19.      | Spanyolország (ESP) · Jordi Ribó · Diego Ruiz · Juan Jesús Gutiérrez · Álvaro Gijón                                 | 1:49:27,9 27:51,4 28:26,0 26:18,0 26:52,5 |
| 20.      | Dél-Korea (KOR) · Park Byung-Chul · An Jin-Soo · Shin Doo-Sun · Park Byung-Joo                                      | 1:55:17,1 29:05,0 29:53,9 28:15,2 28:03,0 |